# Casino (Ljubljana)
Pour les articles homonymes, voir Casino.
Le Bâtiment du Casino, (slovène : Kazina) est un édifice néoclassique du centre-ville de Ljubljana, la capitale de la Slovénie. Dans le passé, il était le lieu de rencontre des classes sociales les plus élevées de Ljubljana. Aujourd'hui, le Bâtiment du Casino abrite plusieurs institutions, dont l'Institut d'Histoire moderne, les Archives de Slovénie, la Société France Marolt Academic Folklore et la Chorale académique Ton Tomšič.

## Situation
Il est situé sur le côté nord de la place du Congrès (Kongresni trg), à l'angle de l'avenue de Slovénie (Slovenska cesta).

## Histoire
Le Casino a été construit en 1837, à l'initiative de la Casino Society (Kazinsko društvo), le club de la haute société de Ljubljana. Le Bâtiment du Casino était un lieu de rencontre, ainsi que le lieu de nombreuses manifestations sociales. Il a servi de salle de bal, où le poète slovène France Prešeren a rencontré sa muse, Julija Primic.  Au tournant du vingtième siècle, le restaurant était devenu un lieu de rencontre pour la communauté allemande de la ville, il a été ainsi nommé le Casino allemand (allemand : Deutsches Casino).